# 예찬 (2001년)
예찬(본명: 신예찬, 2001년 5월 14일 ~ )는 대한민국의 가수 겸 배우이다. 보이 그룹 오메가엑스의 멤버이다. 원더나인의 멤버로 활동하기도 하였다.

## 출연 작품

### 드라마
- 2024년 ENA 월화 드라마 유어 아너 - 김상현 역